# Enseigne Henry (1911)
Enseigne Henry – francuski niszczyciel z okresu I wojny światowej. Jednostka typu Spahi. Okręt wyposażony w cztery kotły parowe opalane węglem (zapas paliwa 95 t) i dwie maszyny parowe. W czasie I wojny światowej operował na Morzu Śródziemnym. Przetrwał wojnę. Został skreślony z listy floty w czerwcu 1928 roku.
Nazwany został na cześć porucznika Paula Henry'ego z krążownika „D'Entrecasteaux”, który w trakcie powstania bokserów w Chinach dowodził oddziałem 30 marynarzy ochraniającym katedrę Beitang w Pekinie, w której schroniło się ok. 3000 chińskich chrześcijan. Zginął 30 lipca 1900 wraz z 13 marynarzami podczas udanej obrony tego kościoła przed kilkutysięcznym tłumem powstańców.